# Syndrome de Nelson
 Mise en garde médicale
Le syndrome de Nelson est un ensemble de symptômes consécutifs à l'ablation chirurgicale des deux glandes surrénales lors du traitement d'un syndrome de Cushing. Son nom est lié à l’un des auteurs de la publication princeps sur ce sujet.
L'ablation des deux glandes surrénales supprime la production de cortisol ce qui peut permettre à un adénome hypophysaire préexistant de croître sans contrôle par rétroaction négative. Cette croissance peut provoquer un effet de masse dû à la compression physique des tissus du cerveau, avec une production accrue de l'hormone corticotrope (ACTH) et d’hormone mélanotrope (MSH) provenant toutes deux d’un même peptide précurseur, appelé proopiomélanocortine (POMC).
Le syndrome de Nelson est caractérisé par une hypersécrétion d'ACTH et l'apparition d'une mélanodermie (cf. maladie d’Addison).
Dans certains cas peuvent s’associer des céphalées et des troubles visuels par compression des organes de voisinage et notamment des voies optiques qui sont sous-jacentes.
« Les moyens modernes d'imagerie hypophysaire et les dosages fiables d'ACTH permettent de définir actuellement ce syndrome comme l'évolution d'un microadénome corticotrope ou d'un macroadénome corticotrope agressif. »
« Cette évolution s’observe aujourd’hui dans 3 % des cas. Elle est dépistée précocement par une surveillance attentive et peut donc être traitée efficacement (chirurgie et/ou radiothérapie). »
Le syndrome de Nelson est classé E24.1 dans la classification internationale des maladies (CIM 10).